# Мітохондрія

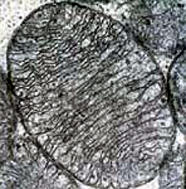
Електронна мікрофотографія мітохондрії, що показує мітохондріальну матрицю і мембрани

Мітохондрія (від грец. μιτος або mitos — «нитка» та κουδριον або khondrion — «гранула») — двомембранна органела, наявна у більшості клітин еукаріот. Мітохондрії іноді називають «клітинними електростанціями», тому що вони перетворюють молекули поживних речовин на енергію у формі АТФ через процес відомий як окисне фосфорилювання.
Кількість мітохондрій у клітині може варіюватися в широких межах залежно від типу клітини, її енергетичних потреб і стадії розвитку. Наприклад, клітина печінки може мати до 2000 мітохондрій, тоді як еритроцити не мають жодної. У середньому клітина людини містить від кількох сотень до кількох тисяч мітохондрій. Однак деякі типи клітин, наприклад м’язові клітини, можуть містити десятки тисяч мітохондрій.
Мітохондрії містять так звану мітохондріальну ДНК, незалежну від ДНК, розташованої у ядрі клітини. Відповідно до загальноприйнятої ендосимбіотичної теорії, мітохондрії походять від клітин прокаріотів, родичів сучасних протеобактерій, які було захоплено іншими клітинами.

## Структура мітохондрії

Схематичне зображення структури мітохондрії

Мітохондрія оточена внутрішньою і зовнішньою мембранами, складеними з подвійного шару фосфоліпідів і білків. Ці дві мембрани схожі, проте, мають різні властивості. Зовнішня мембрана товщиною 7 нм гладенька, вона не утворює ніяких складок і виростів. Внутрішня мембрана утворює численні складки, спрямовані в порожнину мітохондрії, товщиною 7 нм. Через цю двомембранну організацію мітохондрія фізично розділена на 5 відділів. Це зовнішня мембрана, міжмембранний простір (простір між зовнішньою і внутрішньою мембранами, 10 нм), внутрішня мембрана, кристи (сформовані складками внутрішньої мембрани) і матрикс (простір в межах внутрішньої мембрани). Мітохондрія має розміри від 1 до 10 мікрон (μм).

### Зовнішня мембрана
Зовнішня мітохондріальна мембрана, що оточує всю органелу, має співвідношення фосфоліпідів до білків подібне до плазматичної мембрани еукаріот (близько 1:1 за вагою). Вона містить численні інтегральні білки — порини, які мають відносно великий внутрішній канал (близько 2-3 нм), що пропускає всі молекули від 5000 Да та менше. Більші молекули можуть перетнути зовнішню мембрану тільки за допомогою активного транспорту. Зовнішня мембрана також містить ферменти, залучений в такі різноманітні активності як подовження жирних кислот, окиснення адреналіну і біодеградація триптофану.

### Міжмембранний простір
Міжмембранний простір — це простір між зовнішньою та внутрішньою мембраною мітохондрії. Його товщина становить близько 10-20 нм. Оскільки зовнішня мембрана мітохондрії проникна для невеликих молекул та іонів, їх концентрація в периплазматичному просторі мало відрізняється від їхньої концентрації в цитоплазмі. Для транспортування великих білків, навпаки, необхідні специфічні сигнальні пептиди; тому білкові компоненти периплазматичного простору та цитоплазми відрізняються. Одним із білків, що містяться у периплазматичному просторі, є цитохром c — один з компонентів дихального ланцюга мітохондрій.

### Внутрішня мембрана

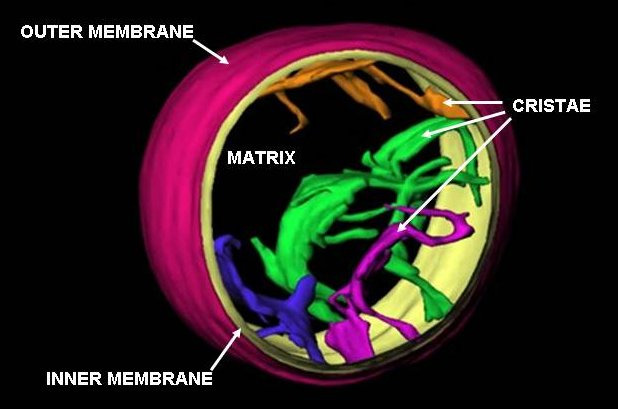
Зображення крист в мітохондрії печінки пацюка

Внутрішня мітохондріальна мембрана містить білки з чотирма видами функцій:
1. Білки, що проводять окиснювальні реакції респіраторного ланцюжка.
2. АТФ-синтаза, яка виробляє в матриці АТФ.
3. Специфічні транспортні білки, які регулюють проходження метаболітів між матрицею і цитополазмою.
4. Системи імпорту білків.

Внутрішня мембрана містить більше 100 різних поліпептидів і має дуже високе співвідношення фосфоліпідів до білків (більше, ніж 3:1 за вагою, тобто, приблизно 1 білок на 15 молекул фосфоліпідів). Додатково, внутрішня мембрана багата на фосфоліпід кардіоліпін, який є зазвичай характеристикою бактерійних плазматичних мембран. На відміну від зовнішньої мембрани, внутрішня мембрана не містить поринів і тому практично непроникна; майже всі іони і молекули потребують спеціальних мембранних транспортних білків для потрапляння із міжмембранного до матриксу чи назад. Крім того, через внутрішню мембрану підтримується мембранний потенціал.
Внутрішня мембрана має численні складки — кристи —, які збільшують поверхню внутрішньої мембрани та її здатність виробляти АТФ. У типової мітохондрії печінки, наприклад, площа внутрішньої мембрани, зокрема, крист, приблизно вп'ятеро перевищує площу зовнішньої мембрани. Мітохондрії клітин, які мають вищі потреби в АТФ, наприклад, м'язових клітин, містять більше крист, ніж типова мітохондрія печінки.

### Мітохондріальний матрикс
Матрикс — простір, обмежений внутрішньою мембраною. Матрикс містить надзвичайно сконцентровану суміш сотень ферментів, на додаток до спеціальних мітохондріальних рибосом, тРНК і декількох копій мітохондріальної ДНК. Головні функції ферментів включають окиснення пірувату і жирних кислот, та цикл трикарбонових кислот.
Мітохондрії мають свій власний генетичний матеріал і системи для виробництва власної РНК і білків (Див. синтез білків). Ця нехромосомна ДНК кодує нечисленні мітохондріальні пептиди (13 у людини), що використовуються у внутрішній мітохондріальній мембрані разом з білками що кодуються генами клітинного ядра.

## Функції мітохондрій

### Перелік функцій
Хоча добре відомо, що мітохондрії перетворюють органічні речовини на клітинне «паливо» у формі АТФ, мітохондрії також грають важливу роль в багатьох процесах метаболізму, наприклад:
- Апоптоз — запрограмована смерть клітини;
- Екзітотоксичне пошкодження нейронів за допомогою глютамату;
- Клітинний ріст;
- Регулювання клітинного окисно-відновлювального стану;
- Синтез гему;
- Синтез стероїдів.

Деякі мітохондріальні функції виконуються тільки в специфічних видах клітин. Наприклад, мітохондрії в клітинах печінки містять ферменти, які дозволяють їм детоксифікувати аміак, побічний продукт метаболізму білків. Мутація в генах, що регулюють будь-яку з цих функцій, може приводити до мітохондріальних хвороб.
Утім, найголовніша функція мітохондрій — це синтез АТФ.

### Перетворення енергії
Основна роль мітохондрій — виробництво АТФ, що відображається великим числом білків у внутрішній мембрані призначених для цього завдання. Це робиться за рахунок окиснювання основних продуктів гліколізу: пірувату і NADH, які виробляються в цитозолі. Цей процес клітинного дихання, відомого як аеробне дихання, залежить від наявності кисню. Коли кількість кисню обмежена, гліколітична продукція метаболізується процесом анаеробного дихання, який перебігає незалежно від мітохондрій. Однак, виробництво АТФ з глюкози при аеробному диханні дає приблизно в 15 разів більше енергії, ніж при анаеробному.

#### Піруват та цикл трикарбонових кислот
Основні статті: Декарбоксиляція пірувату, цикл трикарбонових кислот
Кожна молекула пірувату, вироблена в процесі гліколізу, активно транспортується через внутрішню мітохондріальну мембрану в матрицю, де вона окиснюється і комбінується з коферментом A, утворюючи молекули CO2, ацетил-КоА і NADH.

### NADH and FADH2: електронно-транспортний ланцюжок
Основна стаття: Електронно-транспортний ланцюжок
Мітохондрії відіграють центральну роль у електронно-транспортному ланцюжку (ЕТЛ) — серії окисно-відновних реакцій, які генерують АТФ, основну енергетичну молекулу клітини. NADH і FADH2, які утворюються в циклі лимонної кислоти, віддають електрони ЕТЛ, який потім передає їх уздовж серії носіїв електронів, вбудованих у внутрішню мітохондріальну мембрану.
Електрони, віддані NADH і FADH2, зрештою переносяться до молекулярного кисню (O2), який служить кінцевим акцептором електронів, утворюючи воду (H2O) як побічний продукт. Цей перенос електронів генерує протонний градієнт через внутрішню мітохондріальну мембрану, який потім використовується АТФ-синтазою для виробництва АТФ шляхом окисного фосфорилювання.
Роль NADH і FADH2 в ЕТЛ є критичною для виробництва енергії, оскільки вони служать основними донорами електронів, які керують транспортом електронів і синтезом АТФ. Крім того, кількість молекул NADH і FADH2, що утворюються в циклі лимонної кислоти, прямо пропорційна кількості АТФ, що утворюється в результаті окисного фосфорилювання.
Мітохондрії також відіграють роль у регулюванні окислювально-відновного стану NADH і FADH2 через активність ферментів, таких як фермент мітохондріальної матриці, NADH-дегідрогеназа та FADH2-залежна сукцинатдегідрогеназа. Ці ферменти регулюють потік електронів через ЕТЛ, забезпечуючи належний баланс і регулювання транспорту електронів і синтезу АТФ.

### Виробництво тепла
У спеціалізованих тканинах деяких організмів головною функцією мітохондрій є виробництво тепла, що здійснюється завдяки роз'єднанню процесів окисного фосфорилювання та синтезу АТФ. Зокрема таку особливість має бурий жир наявний у новонароджених ссавців та звірів, які впадають у сплячку. Таку ж функцію виконують мітохондрії у тканинах суцвіття Symplocarpus foetidus, які ранньою весною сильно нагріваються, щоб збільшити випаровування пахучих речовин для приваблення запилювачів.

### Депо кальцію
Окрім своєї основної ролі у виробництві енергії, мітохондрії також відіграють важливу роль у регулюванні кальцієвих сигналів у клітинах. Мітохондрії можуть поглинати і вивільняти іони кальцію (Ca2+) через спеціалізовані канали у своїй внутрішній мембрані. Ця здатність буферизувати та регулювати цитозольний рівень кальцію важлива для широкого спектру клітинних процесів, включаючи скорочення м’язів, вивільнення нейромедіаторів і апоптозу клітин.
Мітохондрії можуть служити депо кальцію, поглинаючи надлишок кальцію з цитозолю та зберігаючи його у свому матриксі, який може діяти як великий внутрішньоклітинний поглинач кальцію. Це запобігає накопиченню надмірних рівнів кальцію в цитозолі, що може бути токсичним і призвести до клітинної дисфункції або смерті.
Поглинання та вивільнення мітохондріального кальцію жорстко регулюється рядом білків, включаючи мітохондріальний уніпортер кальцію (MCU), який опосередковує поглинання кальцію в матрикс, і мітохондріальний уніпортер кальцію (MCUR), який модулює активність MCU. Крім того, вивільнення мітохондріального кальцію може запускати низхідні сигнальні шляхи, які регулюють мітохондріальну динаміку, метаболізм і виживання клітин.
Дисфункція обробки мітохондріального кальцію була причетна до низки захворювань, включаючи нейродегенеративні розлади, хвороби серця та метаболічні розлади.

## Походження
Відповідно до ендосимбіотичної теорії, мітохондрії походять від аеробних гетеротрофних бактерій, споріднених із сучасними альфа-протеобактеріями. Таку вільноживучу бактерію захопила інша клітина, здатна до фагоцитозу, проте не перетравила здобич, а вступила в симбіоз із нею. Однак деякі останні дані свідчать про те, що мітохондрії могли еволюціонувати й без симбіозу.

## Мітохондріальний біогенез
Мітохондріальний біогенез — це процес, за допомогою якого середині клітин збільшуєть кількість мітохондрій за рахунок утворення нових або поділу існуючих. Він включає скоординовану експресію генів, що кодують мітохондріальні білки, а також імпорт цих білків у зростаючі мітохондрії. Мітохондріальний біогенез має важливе значення для підтримки належного функціонування клітин, особливо тих, що потребують високої енергії, таких як м’язові клітини, нейрони та імунні клітини.
Мітохондріальний біогенез може бути викликаний різними сигналами, включаючи зміни в потребі в енергії, фізичні вправи та вплив низьких температур. Він також регулюється рядом факторів транскрипції та коактиваторів, таких як PGC-1α, NRF-1 і Tfam, які координують експресію мітохондріальних генів і сприяють росту та реплікації мітохондрій.
Мітохондріальний біогенез важливий не тільки для виробництва енергії, але й для низки інших клітинних процесів, включаючи сигналізацію кальцію, апоптоз і генерацію активних форм кисню (АФК). Порушення регуляції мітохондріального біогенезу було причетно до ряду захворювань, включаючи нейродегенеративні розлади, рак і метаболічні розлади.